# Бородач, Янко
Янко Бородач (словац. Janko Borodáč; 18 июня 1892, Прешов — 18 февраля 1964, Братислава) — чехословацкий актёр, драматург, переводчик, писатель, театральный режиссёр и педагог, который считается создателем словацкого профессионального театра. По национальности словак.

## Биография
Окончил двухлетнее педагогическое училище и затем работал школьным учителем в деревне Пстрина. В 1913 году был призван на службу в австро-венгерскую армию, на следующий год был мобилизован в связи с началом Первой мировой войны, воевал на Восточном фронте. Был ранен и попал в русский плен, где начал изучать русский язык, знакомиться с русской культурой, а позже выступать в самодеятельном театре.
В 1918 году он вернулся в Словакию, ставшую частью Чехословакии, и попытался продолжить получение образования, одновременно организовывая любительские театральные представления. Театральная работа настолько увлекла его, что в 1919 году он отправился в Прагу, где стал первым студентом-словаком Пражской консерватории, изучавшим драматическое искусство. Своё обучение он завершил в 1921 году.
В 1921—1922 годах он стал одним из основателей Словацкого национального театра, участвовал в его первых спектаклях и там познакомился со своей будущей женой Ольгой Орзаговой и несколькими актёрами, ставшими впоследствии первыми известными профессиональными актёрами-словаками. Театр даже начал выезжать на гастроли по Словакии с целью содействия развитию актёрского искусства в стране, но распался после первого сезона.
В 1922 году Бородач уехал в город Сабинов, где женился и вместе с женой начал участвовать в любительских театральных постановках. Два года спустя, в 1924 году, Словацкий национальный театр усилиями супругов был восстановлен. Затем он начал преподавать актёрское мастерство в местной Музыкально-драматической академии и впервые стал пробовать себя в качестве театрального режиссёра. В 1929 году он стал драматургом и художественным руководителем Словацкого национального театра.
В 1932 году труппа театра разделилась на чешскую и словацкую, главой последней стал Бородач. После создания Независимого государства Словакия в 1939 году Словацкий национальный театр перестал быть частным учреждением и перешёл под контроль правительства. Бородач в это время придерживался националистических идей, что подтверждается сюжетом написанных им в то время пьес, бывших военной пропагандой фашистского режима, но популярностью они не пользовались.
После Второй мировой войны ему было поручено воссоздать Восточный Словацкий национальный театр (ныне Государственный театр) в Кошице. Там он работал вместе с женой до 1953 года, а позже был переведён в Словацкий национальный театр в Братиславе, где работал в качестве режиссёра до конца жизни, а также преподавал актёрское мастерство и режиссуру в Академии исполнительских искусств в Братиславе. После войны в своём творчестве он обратился к социалистическому реализму.
За свою актёрскую карьеру воплотил на сцене более 100 персонажей.
Похоронен на кладбище Соловьиной долины в Братиславе.

## Награды и признание
- Государственная премия (1952)
- Народный деятель искусств (1955)
- орден Труда (1960)
- орден Республики (1962).